# Ahmed Zaki
Pour les articles homonymes, voir Zaki.
Ahmed Zaki Abdullrahman (Arabe: أحمد زكي عبد الرحمن) est un acteur égyptien, né le 18 novembre 1949 dans le delta du Nil à Zagazig, et mort d'un cancer du poumon le 27 mars 2005 au Caire (Égypte).

## Biographie
Ahmed Zaki a fréquenté une école primaire de sa ville natale et a étudié le génie mécanique à l'école supérieure des Métiers de Zagazig avant de sortir diplômé en 1967.
En 1965, il déménage au Caire, où il  travaille dans des spectacles comiques afin de financer ses études à l'institut supérieur d'arts dramatiques, avant d'obtenir son diplôme en 1974.
Il est célèbre pour ses interprétations variées et engagées. Son dernier succès, Son Excellence le ministre, dénonce violemment la corruption politique.

## Filmographie
- 1978 : Alexandrie pourquoi ? (Iskanderija... lih?) : Ibrahim
- 1979 : Chafika et Metwal
- 1981 : Taer ala el tariq
- 1981 : Oyun la tanam
- 1981 : Maowid ala ashaa
- 1984 : Love on the Pyramids Plateau
- 1984: Al rakissa wa tabal
- 1986 : al-Bidaya
- 1987 : Arba'a Fi Muhimma Rasmiya
- 1987 : Zawgat ragol mohim : Hesham
- 1988 : Les Rêves de Hind et Camelia : Eid
- 1991 : Al Raii wa al nesaa
- 1992 : Did el hokouma
- 1993 : Sawwaq el hanem : Hamada
- 1993 : Mr. Karate
- 1994 : Al Ragol al talet
- 1996 : Nazwa
- 1996 : Hysteria
- 1996 : Nasser 56 : Gamal Abdul Nasser
- 1998 : Edhak el soura tetlaa helwa
- 1999 : Ard al-Khof : Yehia
- 2001 : Ayam El-Sadat : President Anwar El Sadat
- 2003 : Ma'ali al wazir : Ra'fat Rostom
- 2006 : Halim : Abdel-Haleem Hafez

## Pièce de théâtre
- 1973 Ecole des émeutiers Madraset elmouchaghibin
- 1979 Les enfants ont grandi Eliyal Kebret